# Ostrožno pri Ponikvi
»Ostrožno pri Ponikvi - del« je tudi nekdanje ime naselja Ostrožno pri Ločah.
Ostrožno pri Ponikvi (uradno Ostrožno pri Ponikvi - del) je naselje v Občini Šentjur.